# Leichtathletik-Weltmeisterschaften 2007/Diskuswurf der Männer

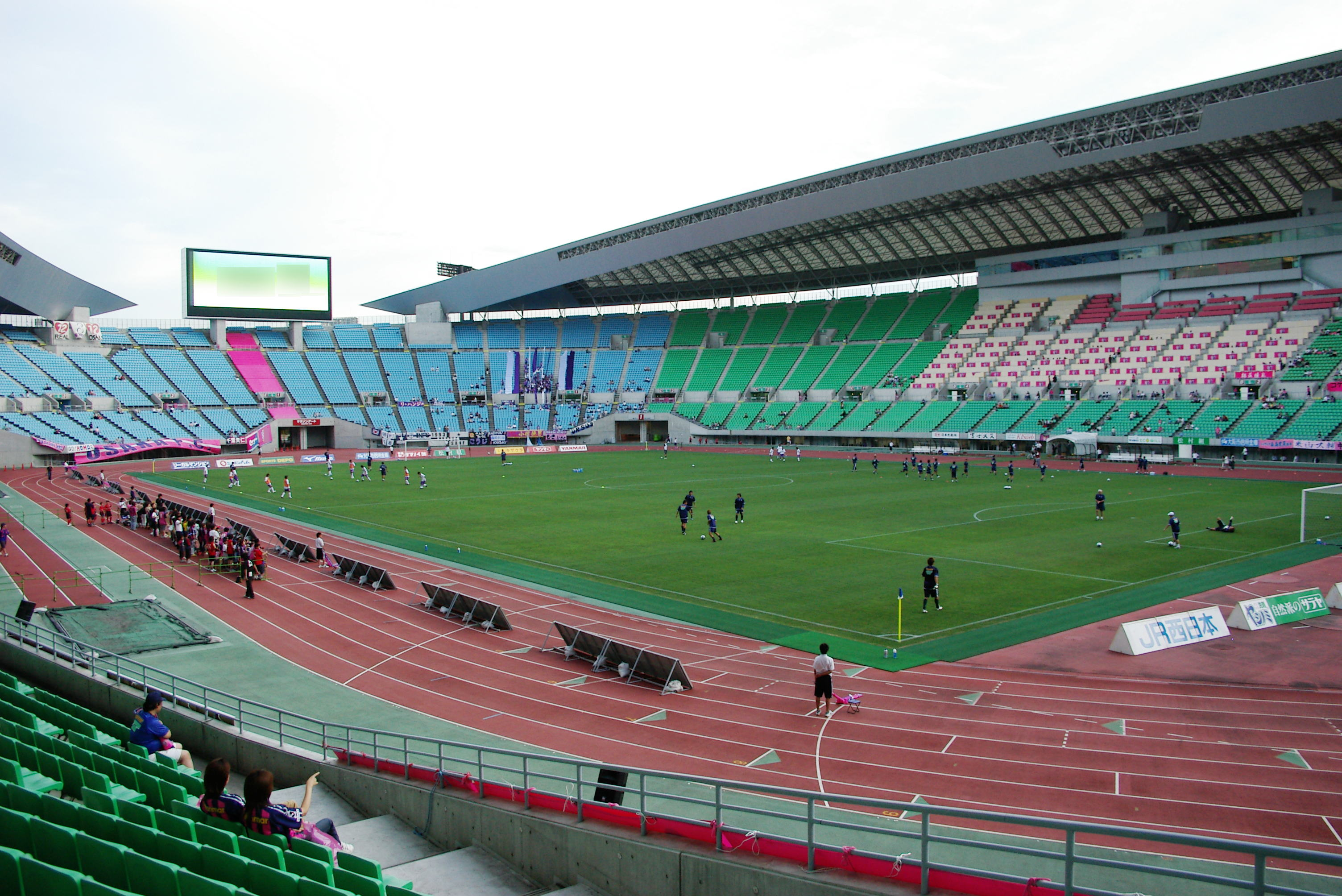
Das Nagai-Stadion in Osaka im Jahr 2004

Der Diskuswurf der Männer bei den Leichtathletik-Weltmeisterschaften 2007 wurde am 26. und 28. August 2007 im Nagai-Stadion der japanischen Stadt Osaka ausgetragen.
Es siegte der estnische Vizeweltmeister von 2005 und Vizeeuropameister von 2006 Gerd Kanter. Den zweiten Platz belegte der Deutsche Robert Harting. Bronze ging an den Niederländer Rutger Smith, der seine größten Erfolge 2005 als Vizeweltmeister und 2006 als EM-Dritter im Kugelstoßen hatte und der auch hier in Osaka drei Tage vorher Dritter geworden war.

## Bestehende Rekorde
| Weltrekord | 74,08 m | Jürgen Schult     | Neubrandenburg, DDR (heute Deutschland) | 6. Juni 1986   |
| WM-Rekord  | 70,17 m | Virgilijus Alekna | WM 2005 in Helsinki, Finnland           | 7. August 2005 |

Der bestehende WM-Rekord wurde bei diesen Weltmeisterschaften nicht eingestellt und nicht verbessert.

## Legende
Kurze Übersicht zur Bedeutung der Symbolik – so üblicherweise auch in sonstigen Veröffentlichungen verwendet:
| – | verzichtet |
| x | ungültig   |

## Qualifikation
29 Teilnehmer traten in zwei Gruppen zur Qualifikationsrunde an. Die Qualifikationsweite für den direkten Finaleinzug betrug 64,50 m. Sechs Athleten übertrafen diese Marke (hellblau unterlegt). Das Finalfeld wurde mit den sechs nächstplatzierten Sportlern auf zwölf Werfer aufgefüllt (hellgrün unterlegt). So mussten schließlich 62,68 m für die Finalteilnahme erbracht werden. Der US-Amerikaner Ian Waltz verpasste das Finale als Qualifikationsdreizehnter mit seinen 62,67 m nur um einen einzigen Zentimeter.

### Gruppe A
26. August 2007, 9:30 Uhr
| Platz | Name                      | Nation        | Resultat (m) | 1. Versuch (m) | 2. Versuch (m) | 3. Versuch (m) |
| 1     | Gerd Kanter               | Estland       | 67,45        | 67,59          | 58,81          | 67,45          |
| 2     | Rutger Smith              | Niederlande   | 66,60        | 64,06          | 66,60          | –              |
| 3     | Zoltán Kővágó             | Ungarn        | 65,71        | 62,09          | 65,71          | –              |
| 4     | Piotr Małachowski         | Polen         | 63,20        | 63,00          | 62,45          | 63,20          |
| 5     | Mario Pestano             | Spanien       | 63,10        | 62,36          | 63,10          | x              |
| 6     | Rashid Shafi al-Dosari    | Katar         | 62,68        | 62,68          | x              | 61,47          |
| 7     | Ian Waltz                 | USA           | 62,67        | x              | 62,67          | 61,62          |
| 8     | Sultan Mubarak al-Dawoodi | Saudi-Arabien | 61,23        | 59,14          | x              | 61,23          |
| 9     | Vikas Gowda               | Indien        | 61,22        | 61,22          | x              | x              |
| 10    | Bogdan Pischtschalnikow   | Russland      | 61,13        | x              | 59,32          | 61,13          |
| 11    | Frantz Kruger             | Finnland      | '60,72       | '60,72         | x              | x              |
| 12    | Märt Israel               | Estland       | '60,23       | 59,92          | '60,23         | 60,18          |
| 13    | Sergiu Ursu               | Rumänien      | 59,22        | x              | x              | 59,22          |
| 14    | Shigeo Hatakeyama         | Japan         | 55,71        | 52,51          | 55,71          | 54,23          |
| 15    | Ercüment Olgundeniz       | Türkei        | 54,89        | x              | 54,89          | 54,62          |

In der Qualifikation aus Gruppe A ausgeschiedene Diskuswerfer:

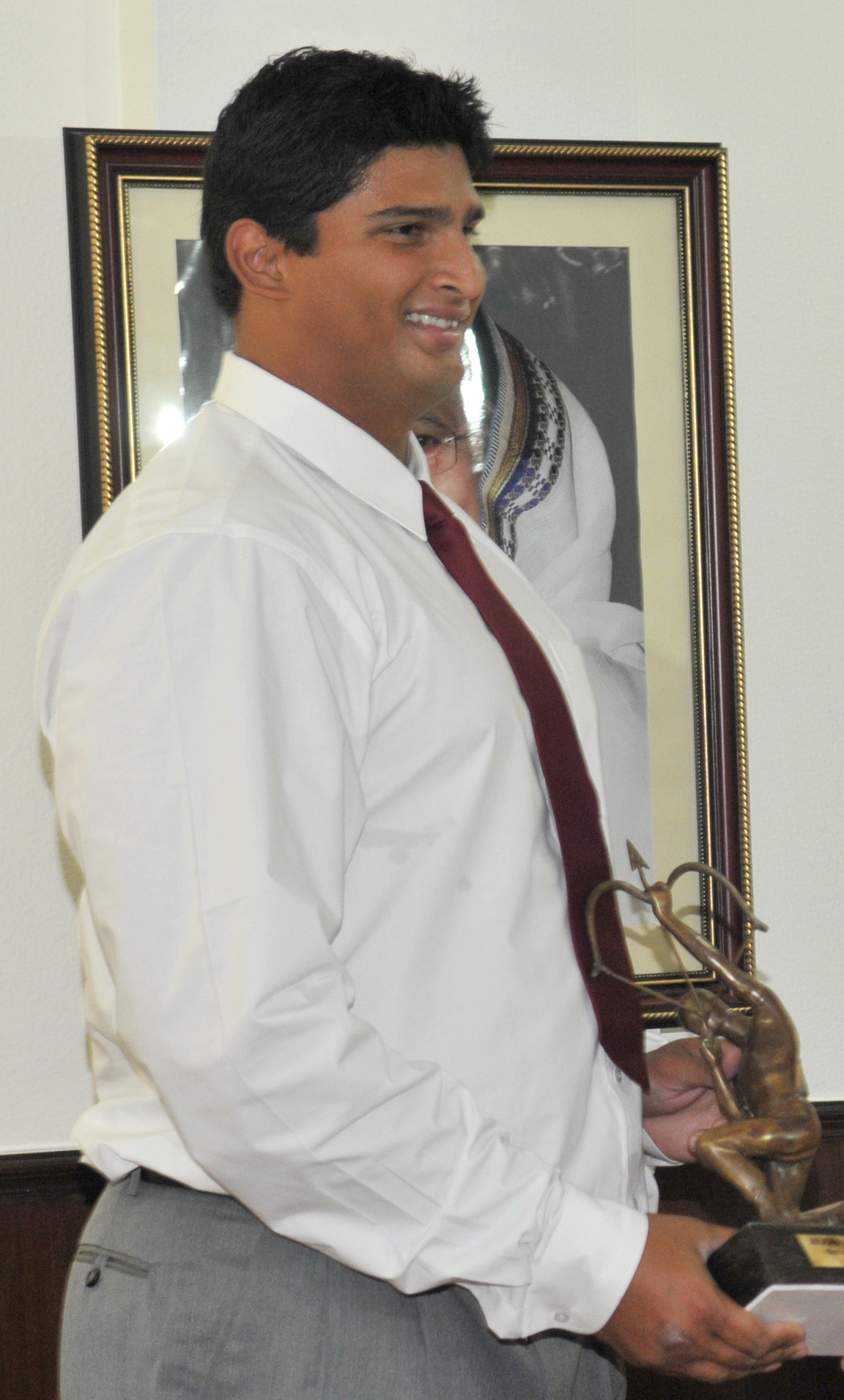
Vikas Gowda Rang neun mit 61,22 m
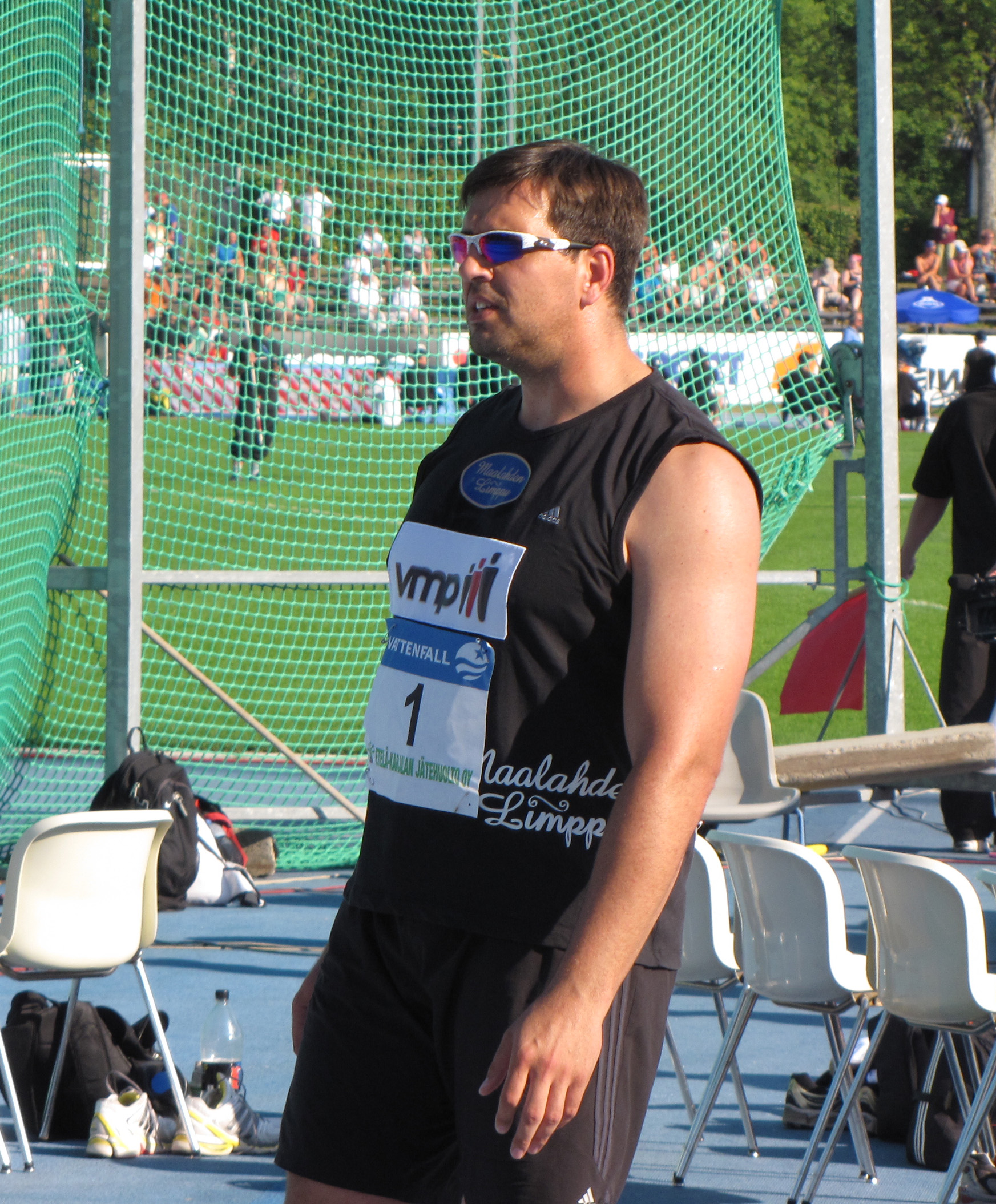
Frantz Kruger, ab 2007 für Finnland, zuvor für Südafrika startend – Rang elf mit 60,72 m
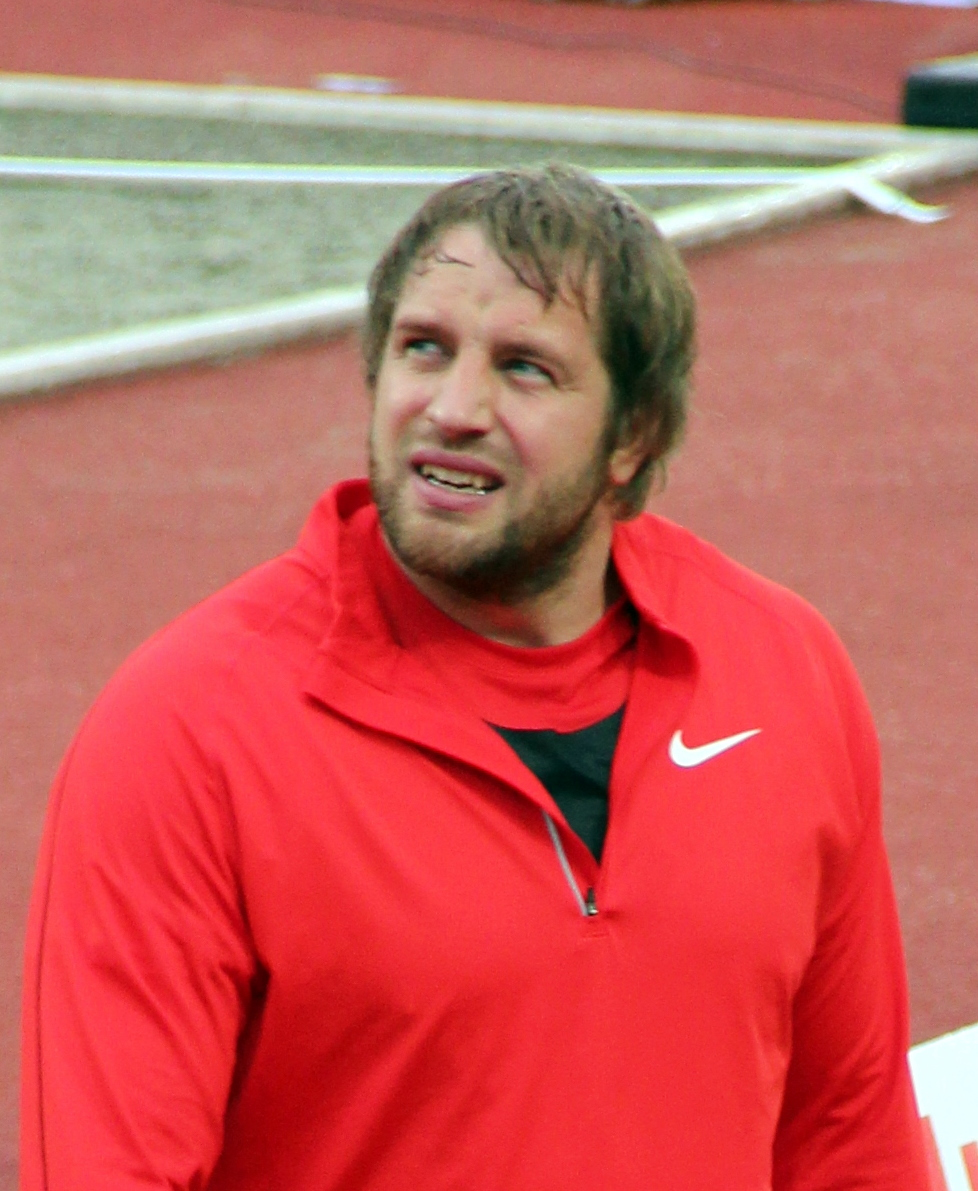
Märt Israel Rang zwölf mit 60,23 m

### Gruppe B
26. August 2007, 11:10 Uhr
| Platz | Name                   | Nation      | Resultat (m) | 1. Versuch (m) | 2. Versuch (m) | 3. Versuch (m) |
| 1     | Virgilijus Alekna      | Litauen     | 66,54        | x              | 63,70          | 66,54          |
| 2     | Robert Harting         | Deutschland | 66,26        | 66,26          | –              | –              |
| 3     | Gábor Máté             | Ungarn      | 65,13        | 65,13          | –              | –              |
| 4     | Aleksander Tammert     | Estland     | 64,41        | 64,41          | –              | –              |
| 5     | Omar Ahmed el-Ghazaly  | Ägypten     | 63,56        | x              | 63,56          | x              |
| 6     | Ehsan Hadadi           | Iran        | 62,75        | 62,75          | 61,33          | 62,00          |
| 7     | Mikko Kyyrö            | Finnland    | 62,11        | 62,11          | 61,75          | x              |
| 8     | Jarred Rome            | USA         | 61,87        | 61,87          | x              | x              |
| 9     | Michael Robertson      | USA         | 60,39        | 60,15          | x              | 60,39          |
| 10    | Hannes Kirchler        | Italien     | 60,34        | 57,09          | 60,28          | 60,34          |
| 11    | Erik Cadée             | Niederlande | 59,98        | 68,78          | 59,98          | 56,99          |
| 12    | Stanislav Nesterovskyy | Ukraine     | 59,81        | 56,00          | 59,81          | 57,56          |
| 13    | Niklas Arrhenius       | Schweden    | 58,76        | 54,98          | 55,18          | 58,76          |
| 14    | Jason Morgan           | Jamaika     | 55,32        | 55,32          | 52,93          | 53,67          |

In der Qualifikation aus Gruppe B ausgeschiedene Diskuswerfer:

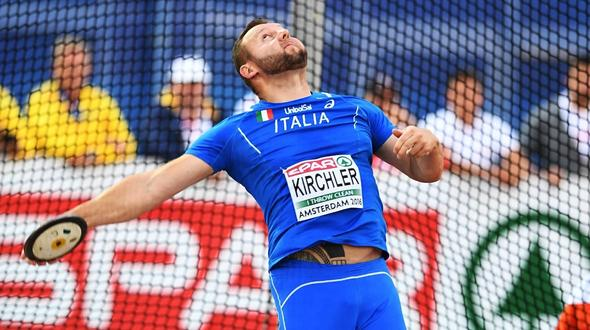
Hannes Kirchler Rang zehn mit 60,34 m
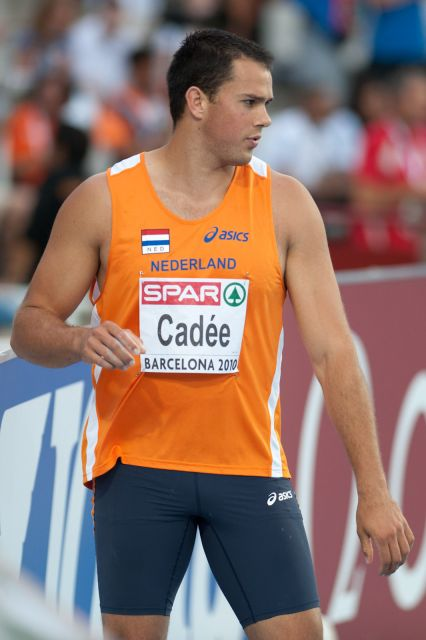
Erik Cadée Rang elf mit 59,98 m
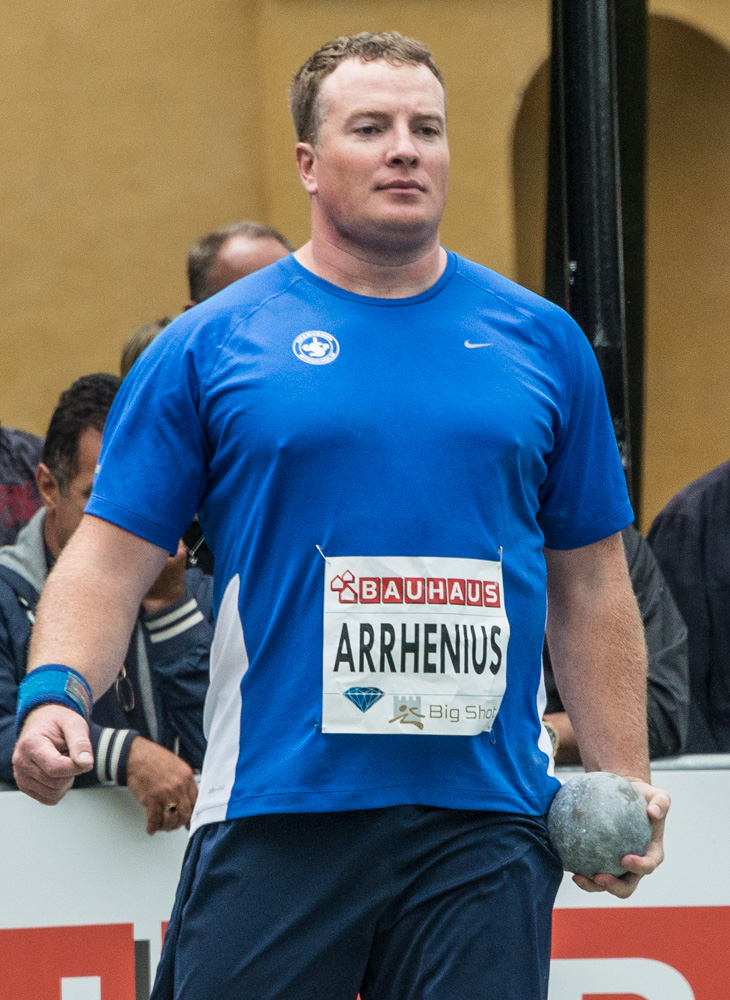
Niklas Arrhenius Rang dreizehn mit 58,76 m
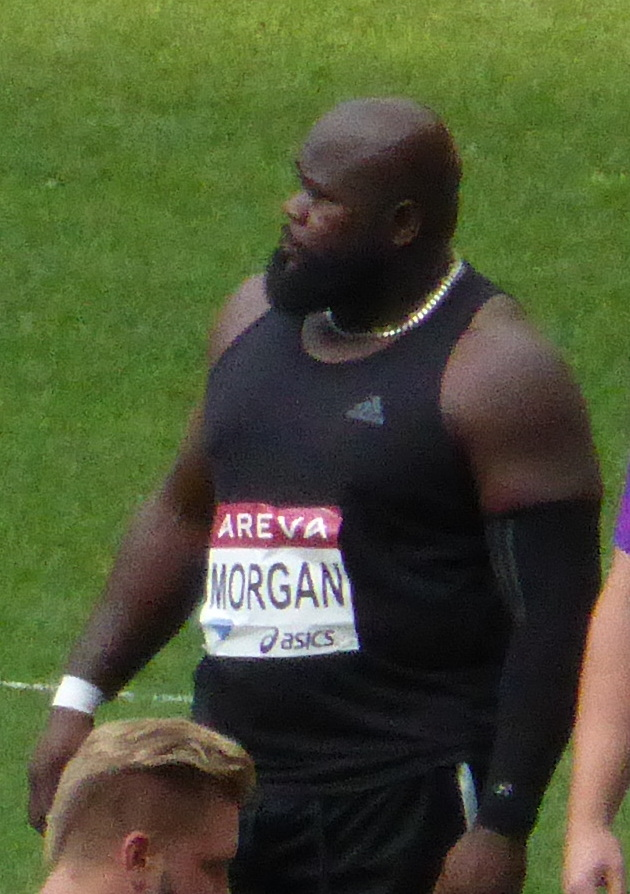
Jason Morgan Rang vierzehn mit 55,32 m

## Finale
28. August 2007, 19:30 Uhr
| Platz | Name                   | Nation      | Resultat (m) | 1. Versuch (m) | 2. Versuch (m) | 3. Versuch (m) | 4. Versuch (m)                         | 5. Versuch (m)                         | 6. Versuch (m)                         |
| 1     | Gerd Kanter            | Estland     | 68,94        | 64,89          | 65,37          | 68,94          | x                                      | 65,22                                  | 68,84                                  |
| 2     | Robert Harting         | Deutschland | 66,68        | 64,62          | 65,59          | 65,59          | x                                      | 66,68                                  | 62,00                                  |
| 3     | Rutger Smith           | Niederlande | 66,42        | 64,32          | 65,98          | 66,42          | 65,08                                  | x                                      | 65,69                                  |
| 4     | Virgilijus Alekna      | Litauen     | 65,24        | 63,68          | x              | 65,24          | 64,86                                  | x                                      | 63,75                                  |
| 5     | Gábor Máté             | Ungarn      | 64,71        | 64,26          | 65,82          | 64,71          | 63,09                                  | x                                      | x                                      |
| 6     | Omar Ahmed el-Ghazaly  | Ägypten     | 64,58        | x              | 62,34          | 64,58          | 63,45                                  | 64,11                                  | 63,08                                  |
| 7     | Ehsan Hadadi           | Iran        | 64,53        | 63,29          | 64,10          | x              | 64,21                                  | 64,53                                  | x                                      |
| 8     | Aleksander Tammert     | Estland     | 64,33        | 62,16          | 63,91          | 63,44          | 64,29                                  | 62,79                                  | 64,33                                  |
| 9     | Zoltán Kővágó          | Ungarn      | 63,04        | 58,33          | 63,04          | 55,86          | nicht im Finale der besten acht Werfer | nicht im Finale der besten acht Werfer | nicht im Finale der besten acht Werfer |
| 10    | Mario Pestano          | Spanien     | 62,70        | 62,70          | 62,36          | 62,12          | nicht im Finale der besten acht Werfer | nicht im Finale der besten acht Werfer | nicht im Finale der besten acht Werfer |
| 11    | Rashid Shafi al-Dosari | Katar       | 62,60        | x              | 59,74          | 62,60          | nicht im Finale der besten acht Werfer | nicht im Finale der besten acht Werfer | nicht im Finale der besten acht Werfer |
| 12    | Piotr Małachowski      | Polen       | 60,77        | 60,77          | x              | x              | nicht im Finale der besten acht Werfer | nicht im Finale der besten acht Werfer | nicht im Finale der besten acht Werfer |

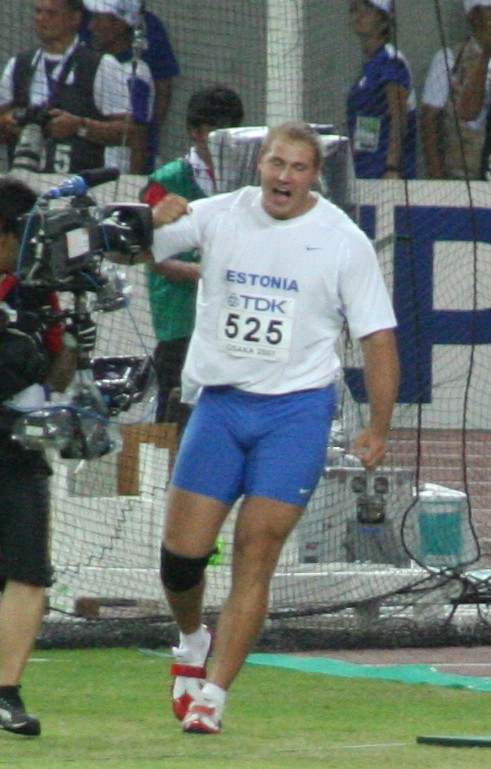
Nach Silber bei den Weltmeisterschaften 2005 und den Europameisterschaften 2006 gab es nun Gold für Gerd Kanter
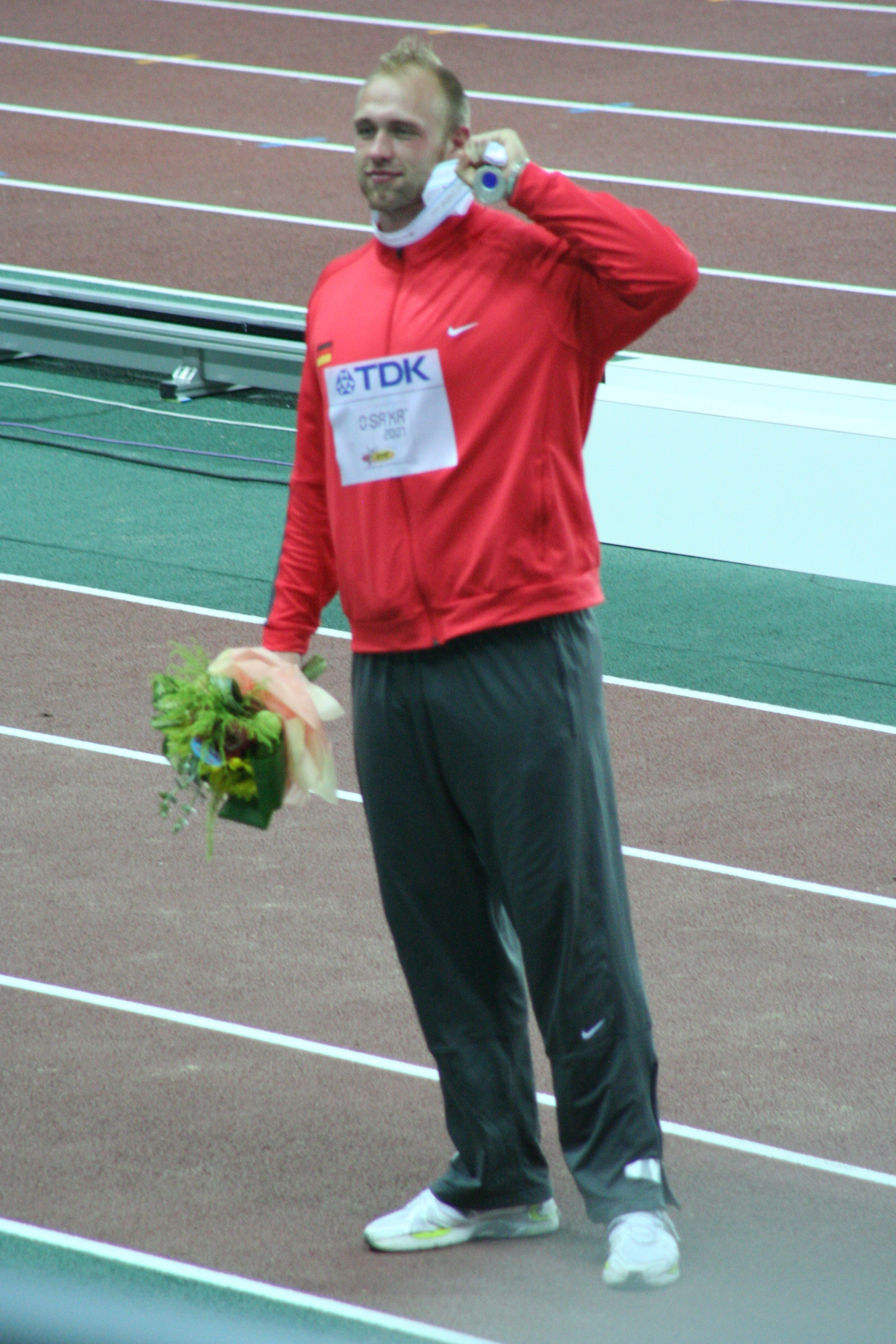
Vizeweltmeister Robert Harting errang seine erste Medaille bei einer großen internationalen Meisterschaft
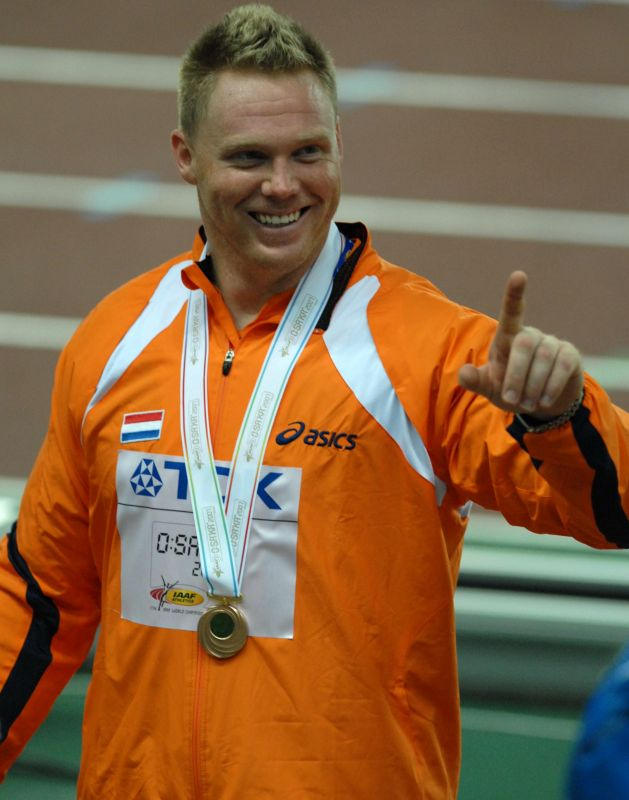
Bronzemedaillengewinner Rutger Smith hatte im Kugelstoßen 2005 WM-Silber und 2006 EM-Bronze gewonnen, und auch hier gab es noch einmal Bronze im Kugelstoßen für ihn – allerdings erhielt er die Medaille erst zehn Jahre später nach der Disqualifikation des gedopten Andrej Michnewitsch

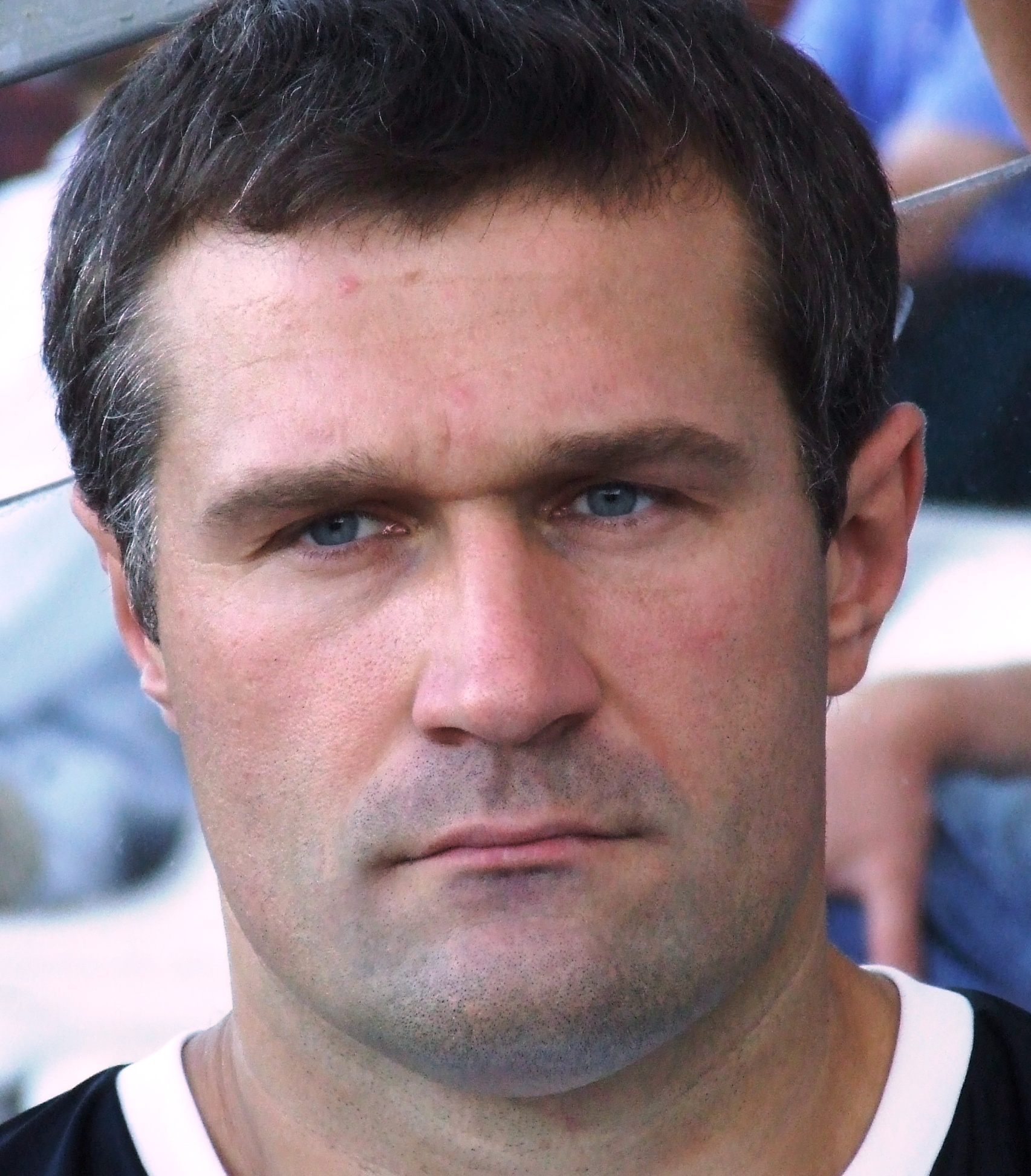
Der unter anderem zweifache Olympiasieger (2000/2004) und Weltmeister von 2003 Virgilijus Alekna musste mit Platz vier zufrieden sein
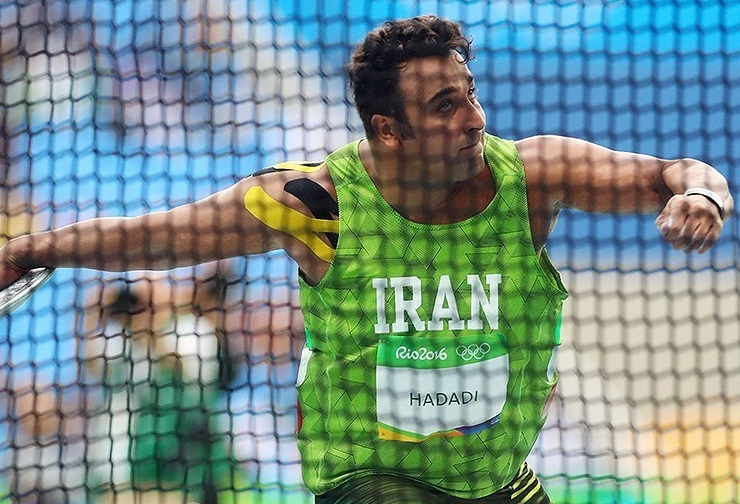
Ehsan Hadadi belegte Rang sieben
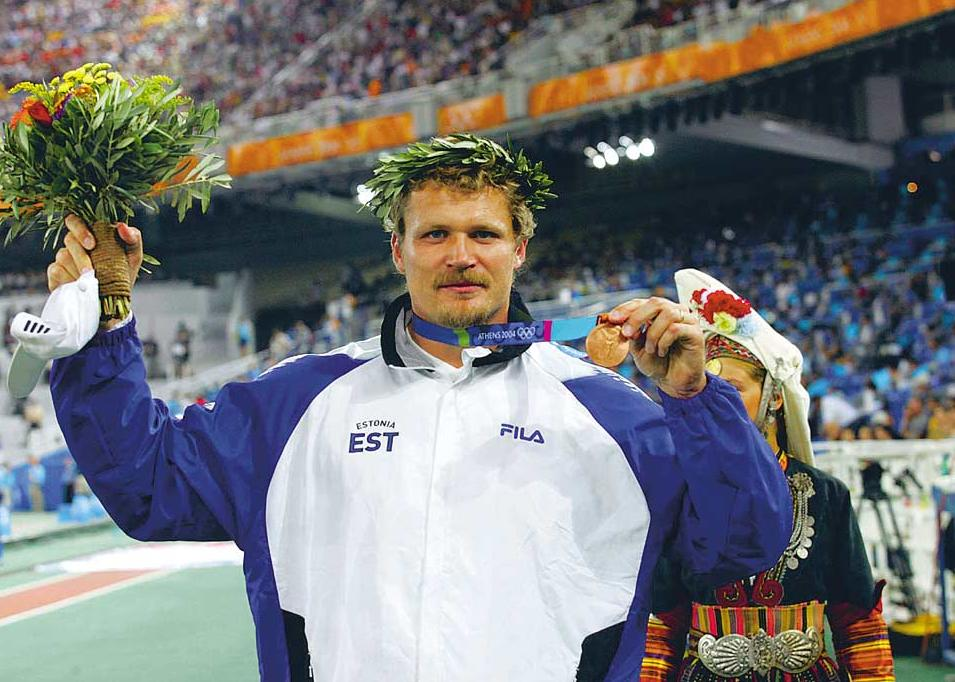
Aleksander Tammert, 2004 Olympiadritter und 2006 EM-Dritter, kam auf den achten Platz
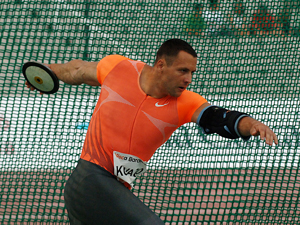
Zoltán Kővágó wurde Neunter
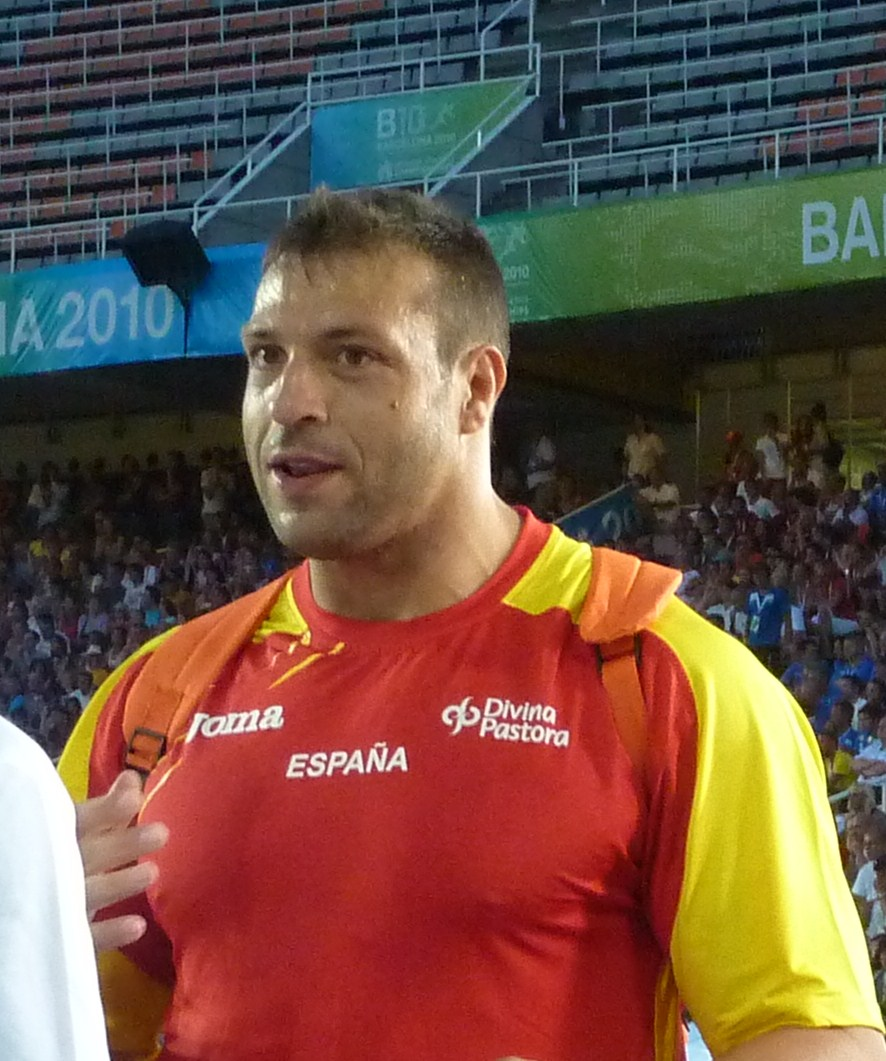
Rang zehn für Mario Pestano
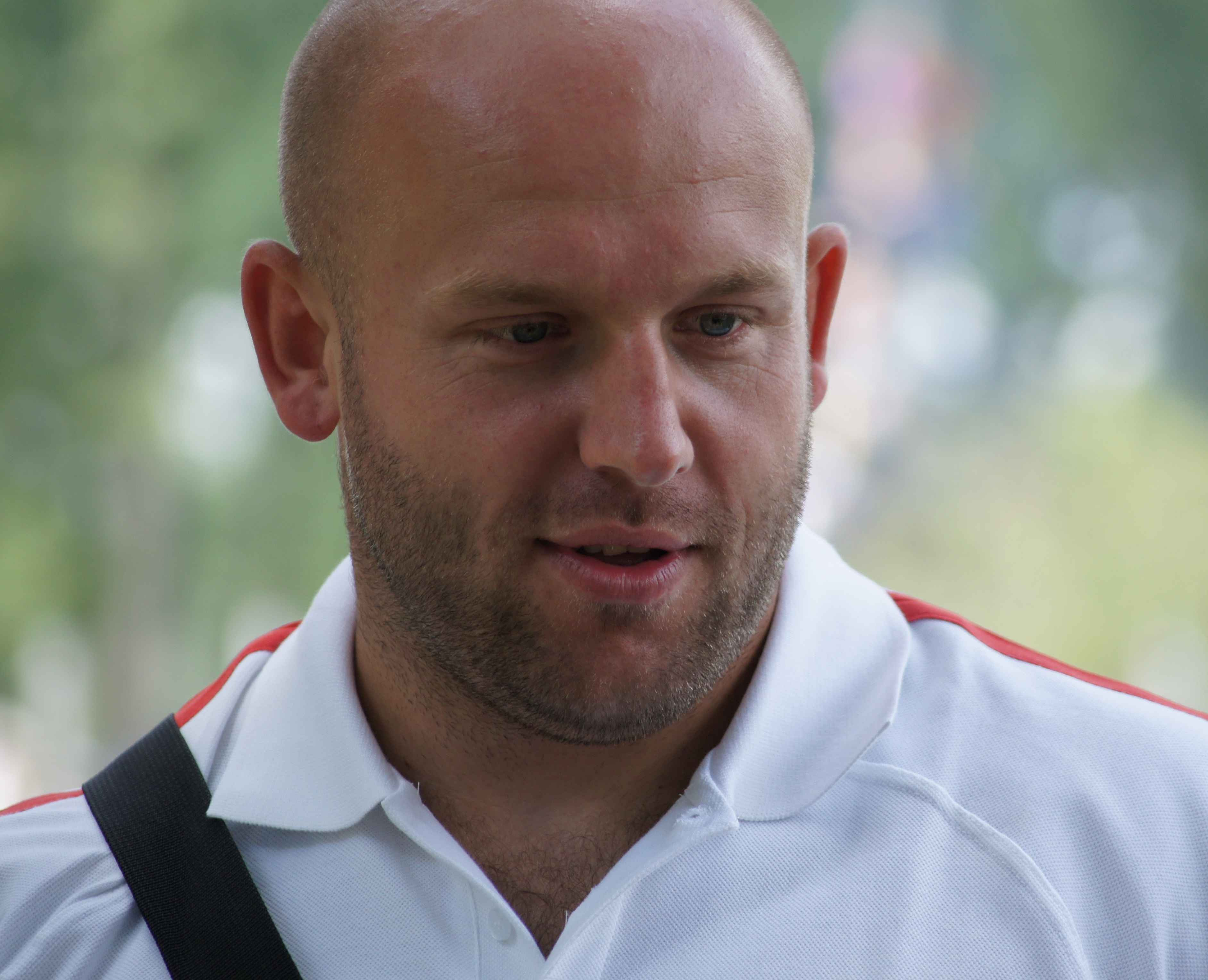
Der zwölftplatzierte Piotr Małachowski machte hier seine ersten WM-Erfahrungen

## Video
- Kanter unseats discus king, youtube.com, abgerufen am 28. Oktober 2020